# Савезна гимназија за Словенце
Савезна гимназија за Словенце (словен. Звезна гимназија за Словенце) у Клагенфурту, главном граду аустријске савезне земље Корушке, јавна је средњошколска институција гимназијског типа која примарно служи заједници корушких Словенаца. Школа је основана 1957. године и у почетку је радила као послеподњевна школа у просторијама Гимназије Лерченфелдштрасе. 1975. године институција се преселила у садашњу зграду у улици Ебенталер, која је данас под заштитом као историјски споменик.
Школа је основана са задатком да заједници Словенаца омогући практично остваривање права на образовање на матерњем језику. Гимназија изводи наставу на словеначком, немачком, енглеском и италијанском језику како за словеначке тако и несловеначке ученике заинтересоване за упис. Данас одређени број ученика чине и становници суседних општина у самој Словенији.